# Touraine AOC
Touraine es una « Appellation d'Origine Contrôlée » (AOC) en la región vinícola del Valle del Loira en Francia que producen, los vinos blancos secos y tintos ricos en taninos. El estatus AOC fue creado por un decreto de 24 de diciembre de 1939 (modificado por el decreto de 29 de agosto de 2002). La zona vinícola se extiende sobre 5300 hectáreas ubicadas en los departamentos de Indre-et-Loire, Indre y Loir-et-Cher y consta de un total de 70 municipios por lo que es una denominación "subregional" que cubre la misma área que un número de AOC locales.

## Variedades de uvas
Los vinos blancos se hacen con uvas Chenin blanc (conocidos localmente como Pineau Blanc de la Loire), y con uvas Sauvignon blanc y Arbois. Los vinos blancos Touraine son secos, bastante firmes, alegres y plenos, y se conservan bien en botella. Los vinos espumosos están autorizados a utilizar la denominación "Touraine mousse" (vino espumoso Touraine). Hasta un 20% de uvas Chardonnay se pueden incluir en la mezcla de variedades cultivadas.
Los vinos tintos se producen a partir de variedades de uva Cabernet Franc, Cabernet Sauvignon, Côt, Pinot noir, Pinot Meunier, Pinot gris, Pineau d'Aunis y Gamay (Gamay solo se utiliza para los vinos comercializados en el primer año después de la producción). Estos vinos tienen un carácter sabroso y tánico. Los vinos Touraine vendidos en el primer año de producción son ligeros y afrutados, así como rústicos.
Los vinos rosados son de variedades de uva Cabernet Franc, Sauvignon, Côt, Pinot noir, Pinot Meunier, Pinot gris, Pineau d'Aunis, Gamay y Grolleau. Estos vinos tienen un carácter seco.

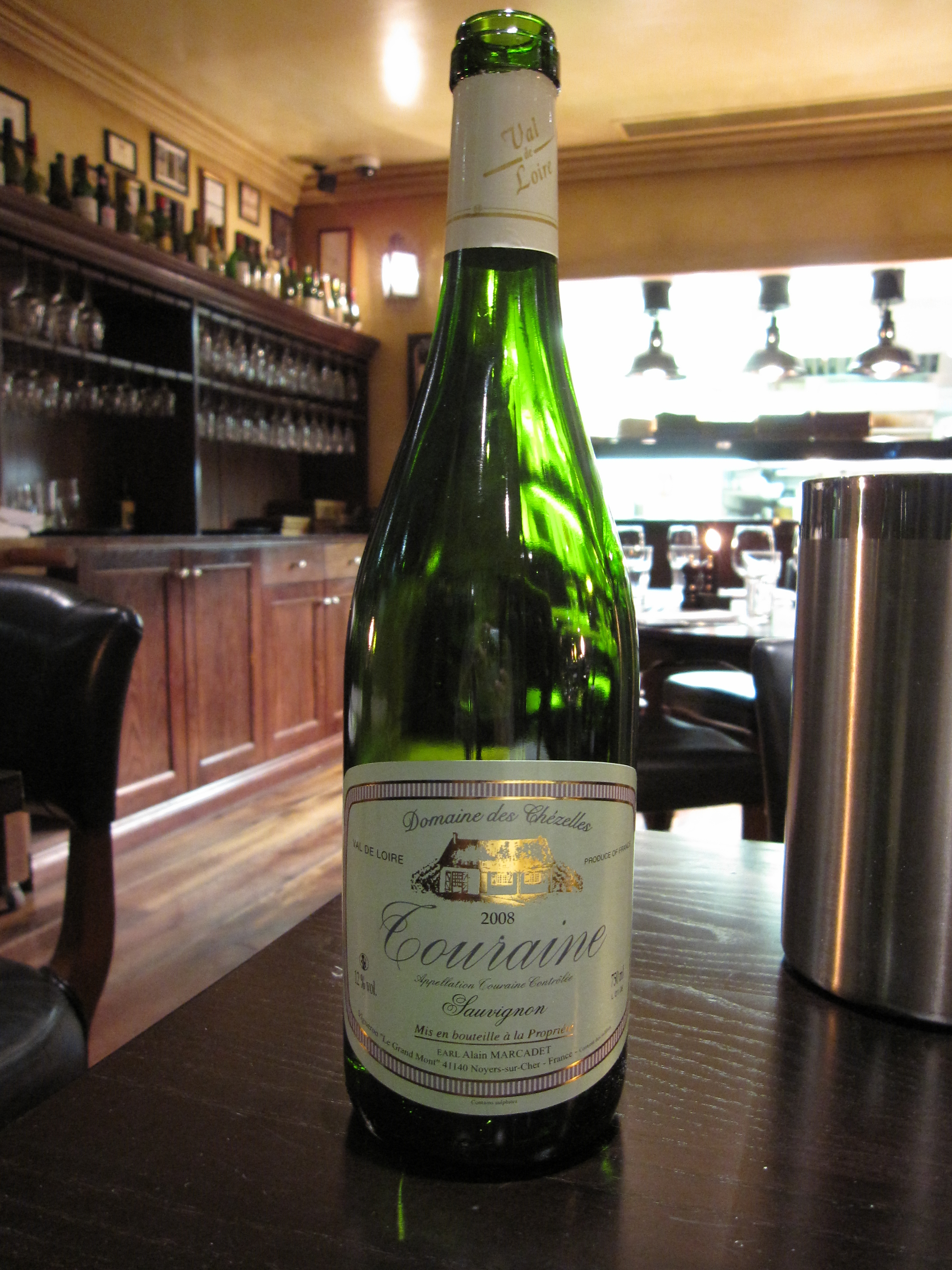
AOC Touraine blanc
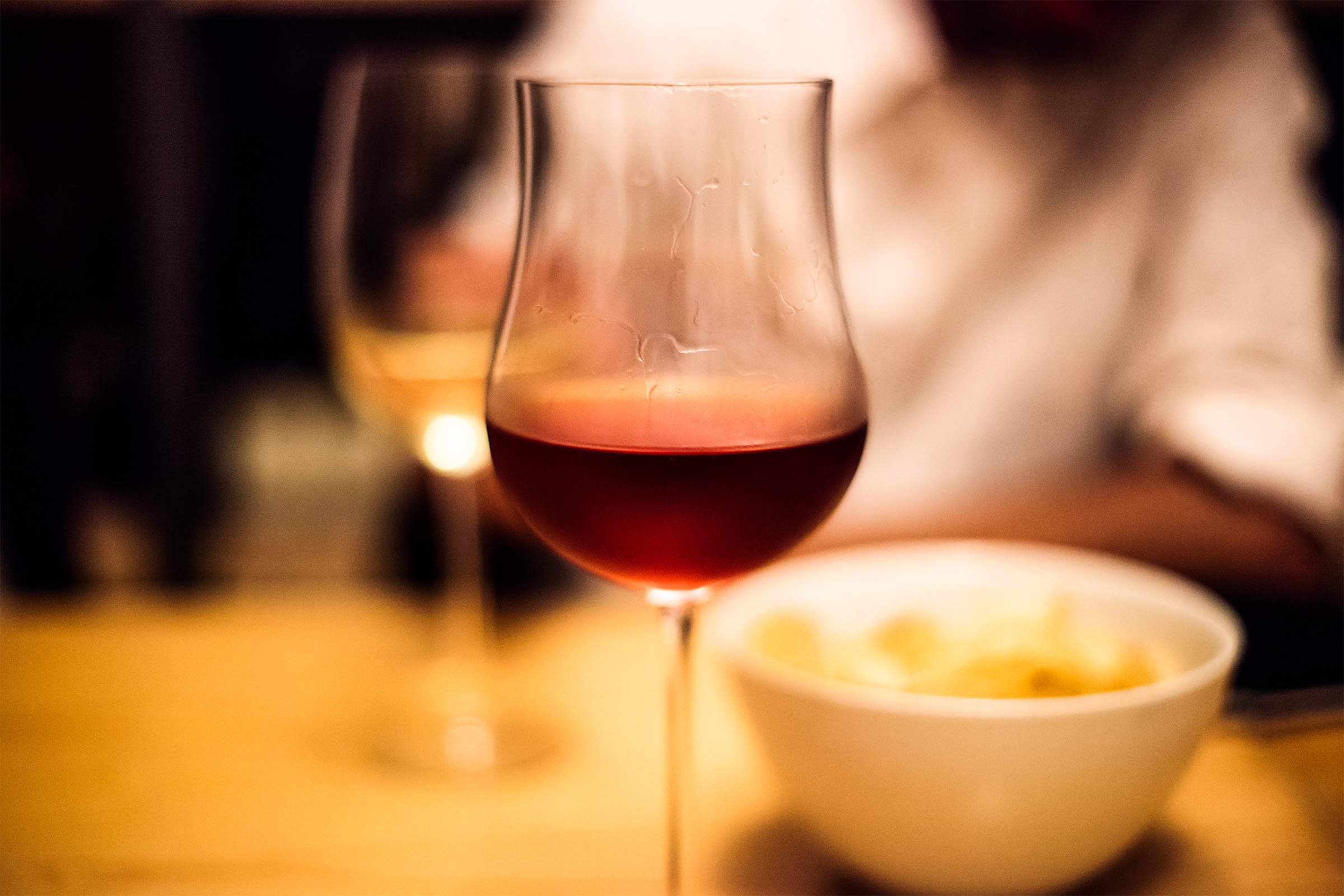
AOC Touraine rouge
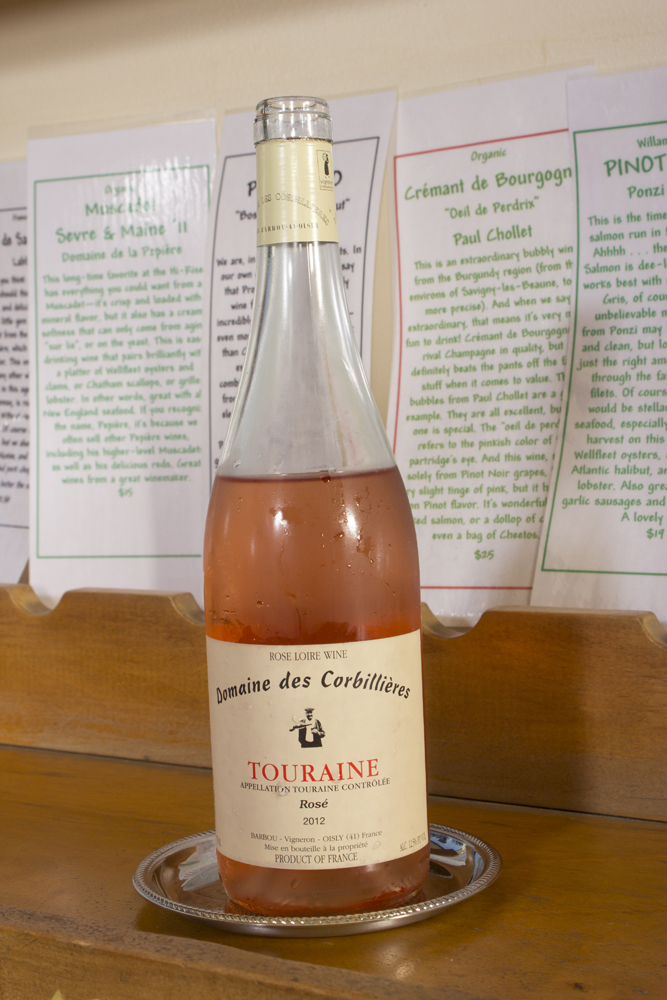
AOC Touraine rosé

## Apelaciones y denominaciones

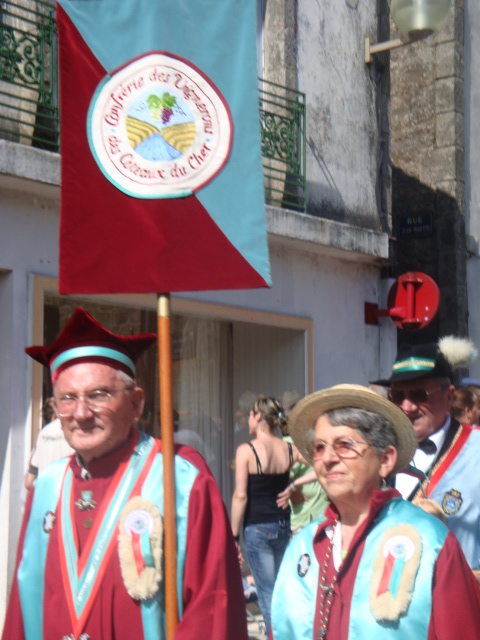
Cofradía de los vendimiadores de los "Coteaux du Cher", embajadores de la "AOC Touraine".

Las denominaciones más conocidas dentro de "Touraine AOC" y denominaciones separadas en esta subregión, son:
- Touraine: esta es la denominación conocida simplemente como "Touraine" y cubriendo toda la subregión. Sus terrenos limitan con el río Loira, que se extiende desde la región de Sologne a los límites de Vienne y Anjou. El vino designado oficialmente "Touraine primeur " (Touraine vino comercializado en el primer año después de la producción) se elabora exclusivamente con la variedad de uva "Gamay noir à Jus blanc".

- Touraine-Amboise: esta denominación abarca diez municipios ubicados en las afueras de Amboise. Los vinos tintos y rosados se producen a partir de las variedades de uva, Cabernet Franc (conocido localmente como "Breton"), Cabernet Sauvignon, Côt y Gamay Noir, mientras que los vinos blancos (seco, medio-seco y medio dulce) se hacen con uvas Chenin blanc (conocido localmente como Pineau de la Loire)

- Touraine Mesland: la pequeña localidad de Mesland, que se encuentra entre Amboise y Blois, da nombre a tintos, rosados y vinos blancos de gran finura producido a partir de uvas Gamay, y para los vinos blancos producidos a partir de uvas Chenin.

- Touraine Azay-le-Rideau: situado en la zona vitícola que rodea el Château de Azay-le-Rideau, este pueblo da nombre a los vinos blancos producidos a partir de uvas Chenin[1] y los vinos « rosé » (rosados) producidos a partir de uvas Chenin, Gamay y Grolleau.[2]

- Bourgueil: se extiende al norte del río Loira, entre Chinon y Saumur, en la región de Bourgueil que es una de las áreas más grandes vitícolas de Touraine. Este es el país Cabernet Franc, la región está atravesada por las regiones de Touraine y Anjou. Dependiendo de la naturaleza del suelo, se crían dos tipos diferentes de vino  uno junto al otro dentro de la zona denominación Bourgueil. Los vinos de suelos de grava fina, deben estar con cuerpo cuando muy jóvenes, mientras que los vinos procedentes de suelos calcáreos desarrollan sus sabores y aromas un año más tarde. Los vinos Bourgueil adquieren cuerpo en un tiempo más prolongado.

- Saint-Nicolas-de-Bourgueil: se encuentran muy cerca de la región vinícola de Bourgueil en términos de distancia, pero un mundo de distancia, en términos de sus vinos, es el pueblo de Saint-Nicolas-de-Bourgueil. Los vinos producidos aquí son de una calidad excepcional y su reputación se extiende mucho más allá de Francia. Estos vinos, que tienen muy fuertes sabores de frutas rojas, pueden ser bebidos en su primer año, pero mejora con cada año que pasa y se pueden mantener con gran éxito durante más de diez años.

- Chinon: estos vinos suelen ser más conocidos que los vinos de Saint-Nicolas-de-Bourgueil (tal vez porque el pueblo en sí es tan conocido), y son menos afrutados. Los vinos de Chinon están indisolublemente ligados a la producción literaria de Rabelais (un famoso escritor francés renacentista), la persona más famosa que han cantado sus alabanzas.

- Vouvray: otro gran nombre con una reputación internacional, que data de la época del mismo San Martín de Tours, que se cree que han iniciado la viticultura en esta área. Balzac (un famoso novelista francés del siglo XIX) rinde homenaje a este vino en sus escritos. Se extiende al este de Tours y situado en la orilla derecha del Loira, la región de Vouvray, produce vinos blancos. Algunos vinos de Vouvray son semi-espumosos o también espumosos. En una bodega con buenas condiciones de almacenamiento, los vinos de Vouvray pueden mantenerse durante 40 años. En Touraine, de hecho, no es raro que se utilicen los Vouvray para reemplazar al Champán en las comidas que marcan ocasiones especiales.

- Montlouis: situado a pocos kilómetros al este de Tours, Montlouis-sur-Loire comparte su nombre con los vinos blancos que son menos conocidos fuera de la región de Touraine y están todos hechos de uvas Chenin. La superficie vitícola de Montlouis-sur-Loire (o "Montlouis") fue originalmente parte de la región Vouvray, pero estaba en la orilla izquierda del Loira en un suelo algo diferente. Fue en 1938 que Montlouis-sur-Loire se convirtió en un vino AOC (denominación de calidad controlada de origen) con una denominación que fue independiente de la de Vouvray. En paralelo con los vinos de Vouvray, algunos vinos de Montlouis son semi-espumosos o también espumosos.